# The xx
The xx ist eine im Jahr 2005 gegründete Indie-Pop-Rock-Band aus dem Südwesten Londons.

## Bandgeschichte

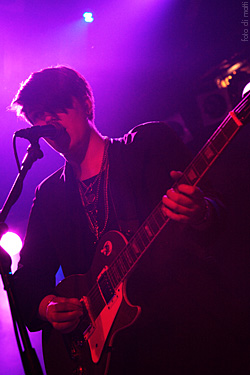
Romy Madley Croft in Barcelona (2009)

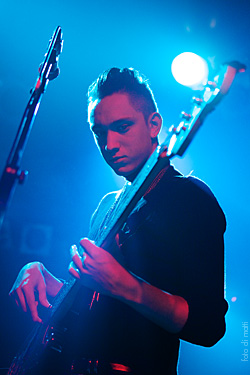
Oliver Sim in Barcelona (2009)

Die Bandmitglieder, alle um 1990 geboren, stammen aus dem Londoner Stadtteil Putney und gingen gemeinsam zur Schule. Bereits im Alter von 15 Jahren übten sie zusammen im Probenraum der Elliott School und traten vor Publikum auf. Aus der Musikschule sind bereits Künstler wie Hot Chip, Burial und Four Tet hervorgegangen. Mit der Gitarristin Romy Croft und dem Bassisten Oliver Sim verfügte die Band über zwei Leadsänger, dazu kamen noch Baria Qureshi als Keyboarderin und Gitarristin und Jamie Smith an der Drum Machine.
Drei Jahre später hatten sie einen Plattenvertrag und wurden vom New Musical Express als Konzerttipp genannt. Mit ihrem Debütlied Crystalised machten sie Anfang 2009 auch im Internet auf sich aufmerksam. Im selben Jahr stellten sie auch ihr Debütalbum xx fertig, das sie größtenteils selbst produzierten und abmischten. Kurz vor Erscheinen des Albums wurden sie vom NME in die Newcomer-Liste The Future 50 aufgenommen. Zwar verfehlte die vorab veröffentlichte Single Basic Space die Charts, das Album jedoch war in Großbritannien, vielen anderen europäischen Ländern und in den USA erfolgreich.
Danach gingen The xx auf eine Tour durch Europa und Nordamerika. Ende Oktober 2009 fiel Baria Qureshi bei einem Auftritt in London wegen Erschöpfung aus; die folgenden Veranstaltungen auf dem Kontinent wurden abgesagt. Mitte November 2009 erklärte sie dann wegen „persönlicher Differenzen“ ihren Austritt aus der Band, die die Tournee daraufhin zu dritt fortsetzte.
Im September 2010 gewann die Band den renommierten Barclaycard Mercury Prize und setzte sich damit unter anderem gegen Villagers, Foals, Mumford & Sons und Dizzee Rascal durch. Am 16. Juli 2012 veröffentlichte die Band die erste Single Angels des zweiten Albums auf ihrer Facebookseite. Am 7. September 2012 erschien das zweite Album Coexist. Im Mai 2014 gab die Band bekannt, dass sie mit dem Produzenten Rodaidh McDonald am dritten Album arbeitet, welches am 13. Januar 2017 erschien.

## Stil und Einflüsse
Der Stil von The xx zeichnet sich durch „glasklares, minimalistisches, fein akzentuiertes Gitarrenspiel“ und „federleichte Harmonien“ sowie den „selbstbewusst-schläfrigen Wechselgesang“ der beiden Sänger aus. Er wurde, insbesondere für die ersten beiden Alben, auch als „Minimalismus aus ein paar Beats aus dem Synthesizer, einer sparsam gezupften, schwer verhallten E-Gitarre, einer brummenden Bass-Spur und leise-leidendem Gesang“ mit hoher Zerbrechlichkeit und Intimität beschrieben.
Die Bandmitglieder zitierten mehrere Künstler zu ihren Einflüssen. Croft sagte: „Jamie kam ursprünglich sehr vom Soul und von da aus bewegte er sich zum Hip-Hop und zu britisch-basierter Tanzmusik. Er bringt einiges an viel tieferem Bass in die Band ein. Und ich bin schließlich mit Siouxsie and the Banshees und The Cure aufgewachsen. Wir sind wirklich ein ziemlich großer Schmelztiegel für unterschiedlichen Kram.“ Sie erwähnte auch ihre Vorliebe für Jimi Hendrix, The Slits, Joy Division, Yazoo, Eurythmics und New Order.

## Diskografie

### Studioalben
| Jahr | Titel     | Höchstplatzierung, Gesamtwochen, AuszeichnungChartplatzierungen (Jahr, Titel, Platzierungen, Wochen, Auszeichnungen, Anmerkungen) | Höchstplatzierung, Gesamtwochen, AuszeichnungChartplatzierungen (Jahr, Titel, Platzierungen, Wochen, Auszeichnungen, Anmerkungen) | Höchstplatzierung, Gesamtwochen, AuszeichnungChartplatzierungen (Jahr, Titel, Platzierungen, Wochen, Auszeichnungen, Anmerkungen) | Höchstplatzierung, Gesamtwochen, AuszeichnungChartplatzierungen (Jahr, Titel, Platzierungen, Wochen, Auszeichnungen, Anmerkungen) | Höchstplatzierung, Gesamtwochen, AuszeichnungChartplatzierungen (Jahr, Titel, Platzierungen, Wochen, Auszeichnungen, Anmerkungen) | Anmerkungen                             |
| Jahr | Titel     | DE | AT | CH | UK | US | Anmerkungen                             |
| ---- | --------- | --- | --- | --- | --- | --- | --------------------------------------- |
| 2009 | xx        | DE54 Gold · (16 Wo.)DE | AT24 (5 Wo.)AT | CH43 (14 Wo.)CH | UK3 ×2Doppelplatin · (73 Wo.)UK                                                                                                   | US92 Gold · (49 Wo.)US | Erstveröffentlichung: 14. August 2009   |
| 2012 | Coexist   | DE3 Gold · (18 Wo.)DE | AT3 (11 Wo.)AT | CH1 (21 Wo.)CH | UK1 Platin · (34 Wo.)UK | US5 (19 Wo.)US | Erstveröffentlichung: 5. September 2012 |
| 2017 | I See You | DE1 (11 Wo.)DE | AT2 (8 Wo.)AT | CH2 (11 Wo.)CH | UK1 Gold · (26 Wo.)UK | US2 (5 Wo.)US | Erstveröffentlichung: 13. Januar 2017   |

### EPs
- 2010: Tour Only
- 2010: iTunes Live from SoHo
- 2010: iTunes Festival: London 2010
- 2013: The xxmas
- 2013: Hivern Remixes

Weitere Alben
- 2018: Remixes

### Singles
| Jahr | Titel Album                    | Höchstplatzierung, Gesamtwochen, AuszeichnungChartplatzierungen (Jahr, Titel, Album, Platzierungen, Wochen, Auszeichnungen, Anmerkungen) | Höchstplatzierung, Gesamtwochen, AuszeichnungChartplatzierungen (Jahr, Titel, Album, Platzierungen, Wochen, Auszeichnungen, Anmerkungen) | Höchstplatzierung, Gesamtwochen, AuszeichnungChartplatzierungen (Jahr, Titel, Album, Platzierungen, Wochen, Auszeichnungen, Anmerkungen) | Höchstplatzierung, Gesamtwochen, AuszeichnungChartplatzierungen (Jahr, Titel, Album, Platzierungen, Wochen, Auszeichnungen, Anmerkungen) | Höchstplatzierung, Gesamtwochen, AuszeichnungChartplatzierungen (Jahr, Titel, Album, Platzierungen, Wochen, Auszeichnungen, Anmerkungen) | Anmerkungen                             |
| Jahr | Titel Album                    | DE | AT | CH | UK | US | Anmerkungen                             |
| --- | ------------------------------ | --- | --- | --- | --- | --- | --------------------------------------- |
| 2009 | Islands xx                     | — | — | — | UK34 Gold · (12 Wo.)UK | — | Erstveröffentlichung: 26. Oktober 2009  |
| 2012 | Angels Coexist                 | — | — | — | UK43 Gold · (6 Wo.)UK | — | Erstveröffentlichung: 17. Juli 2012     |
| 2016 | On Hold I See You              | DE84 (2 Wo.)DE | — | CH50 (3 Wo.)CH | UK34 Gold · (7 Wo.)UK | — | Erstveröffentlichung: 10. November 2016 |
| 2017 | Say Something Loving I See You | — | — | CH77 (1 Wo.)CH | UK60 (1 Wo.)UK | — | Erstveröffentlichung: 1. Januar 2017    |
| 2017 | I Dare You I See You           | — | — | — | UK100 (1 Wo.)UK | — | Erstveröffentlichung: 2. Mai 2017       |
| 2017 | Dangerous I See You            | — | — | CH91 (1 Wo.)CH | UK75 (1 Wo.)UK | — | Erstveröffentlichung: 2. Oktober 2017   |
| Folgende Lieder erschienen nicht als Single, wurden aber durch das Album zum Download und Streaming bereitgestellt und konnten somit eine Platzierung erlangen: |                                | | | | | |                                         |
| |                                | | | | | |                                         |
| 2017 | Lips I See You                 | — | — | — | UK93 (1 Wo.)UK | — | Erstveröffentlichung: 13. Januar 2017   |
| 2017 | A Violent Noise I See You      | — | — | — | UK94 (1 Wo.)UK | — | Erstveröffentlichung: 13. Januar 2017   |

Weitere Singles
- 2009: Crystalised (UK: Gold)
- 2009: Basic Space
- 2010: VCR (UK: Silber)
- 2010: Intro (UK/US: Platin)
- 2012: Chained
- 2013: Sunset
- 2013: Fiction

## Auszeichnungen für Musikverkäufe
| Goldene Schallplatte - Australien - 2011: für das Album xx - 2017: für die Single On Hold - Belgien - 2010: für das Album xx - 2012: für das Album Coexist - 2017: für die Single On Hold - Dänemark - 2014: für das Streaming Intro - 2024: für das Album Coexist - Italien - 2018: für die Single Crystalized - 2019: für die Single On Hold - 2022: für das Album xx - Kanada - 2018: für die Single Crystalized - 2018: für die Single Angels - 2018: für die Single On Hold - 2021: für die Single Islands - Neuseeland - 2018: für das Album Coexist - Spanien - 2024: für die Single Crystalized - 2024: für das Lied Intro | Platin-Schallplatte - Dänemark - 2021: für das Album xx - Europa (Impala) - 2011: für das Album xx - 2014: für das Album Coexist - Italien - 2017: für das Lied Intro - Kanada - 2020: für das Album xx - Neuseeland - 2020: für das Album xx 2× Platin-Schallplatte - Kanada - 2023: für das Lied Intro |

Anmerkung: Auszeichnungen in Ländern aus den Charttabellen bzw. Chartboxen sind in ebendiesen zu finden.
| Land/RegionAuszeichnungen für Musikverkäufe (Land/Region, Auszeichnungen, Verkäufe, Quellen) | Silber  | Gold       | Platin       | Verkäufe  | Quellen             |
| -------------------------------------------------------------------------------------------- | ------- | ---------- | ------------ | --------- | ------------------- |
| Australien (ARIA)                                                                            | —       | 2× Gold2   | —            | 70.000    | aria.com.au         |
| Belgien (BRMA)                                                                               | —       | 3× Gold3   | —            | 45.000    | ultratop.be         |
| Dänemark (IFPI)                                                                              | —       | 2× Gold2   | Platin1      | 30.000    | ifpi.dk             |
| Deutschland (BVMI)                                                                           | —       | 2× Gold2   | —            | 200.000   | musikindustrie.de   |
| Europa (Impala)                                                                              | —       | —          | 2× Platin2   | (800.000) | Einzelnachweise     |
| Italien (FIMI)                                                                               | —       | 3× Gold3   | Platin1      | 105.000   | fimi.it             |
| Kanada (MC)                                                                                  | —       | 4× Gold4   | 3× Platin3   | 400.000   | musiccanada.com     |
| Neuseeland (RMNZ)                                                                            | —       | Gold1      | Platin1      | 22.500    | radioscope.co.nz    |
| Spanien (Promusicae)                                                                         | —       | 2× Gold2   | —            | 60.000    | elportaldemusica.es |
| Vereinigte Staaten (RIAA)                                                                    | —       | Gold1      | Platin1      | 1.500.000 | riaa.com            |
| Vereinigtes Königreich (BPI)                                                                 | Silber1 | 5× Gold5   | 4× Platin4   | 3.400.000 | bpi.co.uk           |
| Insgesamt                                                                                    | Silber1 | 25× Gold25 | 13× Platin13 |           |                     |

## Soundtrack
Stücke von The xx erfreuen sich großer Beliebtheit zur musikalischen Untermalung in Filmen, Fernsehserien oder -beiträgen (Auswahl):
- Das Lied VCR war im Abspann der Folge Kettenreaktion aus der Serie Lie to Me zu hören.
- Ebenfalls für eine Serie, The Vampire Diaries, wurde das Lied Islands verwendet. Weiterhin kam dieser in Episode 14 der 6. Staffel der Serie Grey’s Anatomy als Übergang in das Ende vor und wurde außerdem im Soundtrack des Videospiels Rocksmith verwendet.
- In der 217. Folge von Alarm für Cobra 11 – Die Autobahnpolizei, in der 3. Folge (Geiselnahme) von Der Knastarzt, der Folge „Sport & Mord“ der Serie CSI: Den Tätern auf der Spur sowie in den beiden Kinofilmen Project X (2012) und It’s Kind of a Funny Story[13] sowie in der Serie Person of Interest (Folge 5 der 1. Staffel – „Familiäres Druckmittel“) kam das Lied Intro vor.
- Für den Film Ich bin Nummer Vier steuerten sie das Lied Shelter bei.
- Crystalised und Islands wurden in der 7. Staffel der Serie One Tree Hill in Episode 14 verwendet.
- Heart Skipped a Beat wurde in Episode 8 der 2. Staffel der Serie 90210 verwendet und Infinity in Episode 20, Staffel 2 gespielt. Infinity findet auch Verwendung in der Serie Hung am Ende der 9. Episode der 2. Staffel.
- Crystalised wurde in Episode 13 der 3. Staffel der Serie Gossip Girl verwendet.
- Angels wurde in Episode 01 der 6. Staffel der Serie Gossip Girl verwendet.
- Infinity wurde in der 7. Folge der vierten Staffel (Honor Among Thieves) von Person of Interest verwendet.
- Fiction wurde in der Folge Blind-Sided, 2. Staffel, Episode 11 der Serie Suits verwendet.
- Sunset wurde in der Folge War, 2. Staffel, Episode 16 der Serie Suits verwendet.
- Together wurde im Film Der große Gatsby (2013) verwendet.
- Sunset, Chained, Intro und Fiction wurden in der Serie Suits verwendet.
- Intro wurde gegen Ende des ersten Teils der Top Gear Africa Challenge verwendet.
- Island wurde in dem deutschen Kriminalfilm Hannah Mangold und Lucy Palm in einer Kneipenszene als Filmmusik verwendet.
- Ebenso wurde Islands von der Sängerin Shakira gecovert und 2010 auf ihrem Album Sale el sol veröffentlicht.[14]
- Dangerous im Soundtrack von FIFA 18
- Intro wurde 2012 im Aftermovie von Tomorrowland verwendet.